# جينو كابيللو
جينو كابيللو (بالإيطالية: Gino Cappello)‏ (مواليد 2 يونيو 1920) هو لاعب كرة قدم. يلعب مع منتخب إيطاليا لكرة القدم. سبق له أن لعب في كأس العالم لكرة القدم مع منتخب بلاده.

## روابط خارجية
- جينو كابيللو على موقع الاتحاد الدولي (مؤرشف)  (الإنجليزية)
- جينو كابيللو على موقع قاعدة بيانات كرة القدم.إي يو (الإنجليزية)
- جينو كابيللو على موقع ناشيونال فوتبول تيمز (الإنجليزية)
- جينو كابيللو على موقع عالم كرة القدم.نت (الإنجليزية)